# فرودگاه اولگی
فرودگاه اولگی (به انگلیسی: Ölgii Airport) یک فرودگاه نظامی و غیرنظامی با کد یاتا ULG است که یک باند فرود بتن دارد و طول باند آن ۲۸۵۰ متر است. این فرودگاه در شهر اولگی کشور مغولستان قرار دارد .

## شرکت‌های هواپیمایی و مقصدهای پروازی
| شرکت‌های هواپیمایی | مقصدهای پروازی |
| ----------------- | -------------- |
| Aero Mongolia     | بویانت-اوخا    |